# Eparchia czerniachowska
Eparchia czerniachowska – jedna z eparchii Rosyjskiego Kościoła Prawosławnego, z siedzibą w Czerniachowsku. Wchodzi w skład metropolii kaliningradzkiej.
Utworzona 21 października 2016 postanowieniem Świętego Synodu, poprzez wydzielenie z eparchii kaliningradzkiej. Obejmuje wschodnią część obwodu królewieckiego – rejony: czerniachowski, gusiewski, gwardiejski, krasnoznamieński, niemański, niestierowski, oziorski, polesski, prawdinski, sławski oraz miasto Sowieck.

## Biskupi
- Mikołaj (Diegtiariow), od 2016[2]

## Dekanaty
W skład eparchii wchodzą 2 dekanaty:
- wschodni, z siedzibą w Czerniachowsku[3]
- niemański, z siedzibą w Sowiecku[4]

## Monastery
Na terenie eparchii działają 2 monastery:
- monaster Ikony Matki Bożej „Władająca” w Izobilnym (rejon polesski) – żeński
  - filia św. Mikołaja Cudotwórcy w Królewcu (na terenie eparchii kaliningradzkiej)
- monaster św. Męczennicy Elżbiety w Priozieriu (rejon sławski) – żeński
  - filia św. Męczennicy Elżbiety w Królewcu (na terenie eparchii kaliningradzkiej)
  - skit św. Serafina Wyrickiego w Priozieriu
  - skit św. Teraponta Możajskiego w Priozieriu